# Audrey Eagle
Pour les articles homonymes, voir Eagle.
Audrey Lily Eagle, née Brodey le 30 octobre 1925 à Timaru et morte le 27 novembre 2022 à Mosgiel, est une illustratrice botanique néo-zélandaise, dont l'œuvre se concentre principalement sur la flore endémique de la Nouvelle-Zélande. En tant qu'autrice et illustratrice des deux volumes d'Eagle's Complete Trees and Shrubs of New Zealand, elle a apporté une contribution importante à la connaissance de la flore de Nouvelle-Zélande (en).

## Biographie

### Jeunesse et études
Audrey Lily Brodey naît le 30 octobre 1925 à Timaru, en Nouvelle-Zélande, de parents anglais. Après qu'elle a terminé l'école primaire en Nouvelle-Zélande, sa famille déménage en Angleterre en 1933 et elle fréquente plusieurs écoles secondaires suivantes de 1936 à 1943 : la Horsham High School for Girls, la Fulham County High School for Girls et la Banbury County School. Elle étudie ensuite le dessin technique au Government Training Centre de Slough en 1944 et obtient un Ordinary National Certificate en génie électrique en 1947 après avoir étudié à la School of Technology d'Oxford et au Dartford County Technical College. En 1948, elle épouse Harold William Eagle. Elle étudie à la Banbury School of Art avant son retour en Nouvelle-Zélande avec son mari en 1949,.

### Carrière professionnelle
De 1949 à 1954, Audrey Eagle travaille au State Hydro Electricity Department à Hamilton dans le bureau de dessin technique. Pendant cette période, elle commence son travail d’illustration et de description botanique. Elle est membre de nombreuses sociétés, dont Forest & Bird, la Société ornithologique de Nouvelle-Zélande, la Société botanique de Wellington, la Société botanique de Nouvelle-Zélande, la Société botanique d'Auckland et la Société botanique d'Otago,. Elle participe à de nombreuses expériences sur le terrain organisées par la société botanique et se constitue une collection personnelle de spécimens botaniques,.  
Eagle est encadrée par l'ingénieur et botaniste Athol Caldwell, effectuant de nombreuses sorties sur le terrain avec Michael Gudex et lui. Elle correspond régulièrement avec le botaniste néo-zélandais Tony Druce. 

### Fin de vie
Après avoir vécu à Ngāruawāhia (en) pendant de nombreuses années, où son mari Harold Eagle est secrétaire municipal, le couple déménage à New Plymouth vers 1982,. Harold meurt en 1988 et, en 1996, Eagle déménage à Dunedin, s'installant dans la banlieue de Macandrew Bay.  Elle meurt à Mosgiel le 27 novembre 2022, à l'âge de 97 ans. 

## Œuvre
Eagle commence en 1954 à peindre des plantes afin de faciliter l'apprentissage de leurs noms botaniques. En 1968, elle imagine un livre contenant des exemples de tous les genres d’arbres et d’arbustes de Nouvelle-Zélande. En 1975, après plus de vingt ans de travail, Eagle's Trees and Shrubs of New Zealand in Color est publié. Le livre contient des illustrations de 228 espèces, reproduites en grandeur nature, avec des notes méticuleuses sur l'identification, la répartition et la source du matériel illustré. En 1982, elle publie un deuxième livre présentant 405 autres espèces et variétés. Les deux livres sont révisés en 1986 pour mettre à jour la nomenclature. À la suite de recherches botaniques, une nouvelle révision s'avère nécessaire et en 2006, Te Papa Press publie une édition en deux volumes de l'œuvre comprenant toutes les illustrations précédentes d'Eagle, ainsi que 173 nouvelles peintures, sous le titre Eagle's Complete Trees and Shrubs of New Zealand. 
Beaucoup de ses œuvres originales sont conservées à la bibliothèque Alexander Turnbull (actuelle Bibliothèque nationale de Nouvelle-Zélande). Les spécimens de référence et la collection botanique personnelle d'Eagle sont intégrés à l'herbier régional d'Otago.

## Liste des publications
- Eagle's Trees and Shrubs of New Zealand in Colour (1975)
- Eagle's 100 Shrubs and Climbers of New Zealand (1978)
- Eagle's 100 Trees of New Zealand (1978)
- Eagle's Trees and Shrubs of New Zealand (1982)
- Eagle's Complete Trees and Shrubs of New Zealand (2006 ; deux volumes) 
  - Premier supplément : notes complémentaires (2006, [lire en ligne])
  - Deuxième supplément : notes historiques (2014, [lire en ligne])
- The Essential Audrey Eagle (2013)

## Récompenses et distinctions
En 1976, Eagle reçoit une citation du Nature Conservation Council, et elle a également remporté deux Watties Book of the Year Awards (désormais appelés le prix New Zealand Post) : troisième prix en 1976 pour Trees and Shrubs of New Zealand et deuxième prix en 1983 pour Trees and Shrubs of New Zealand: Second Series,. En 1985, Eagle remporte la Loder Cup, et devient la même année membre à vie de la Royal Forest and Bird Protection Society. 
Eagle est nommée compagnonne de l'ordre du Mérite de Nouvelle-Zélande lors de la cérémonie de décoration organisée à l'occasion de l'anniversaire de la reine Élisabeth II en 2001, pour services rendus à l'art botanique. En 2007, l'édition 2006 en deux volumes de Eagle's Complete Trees and Shrubs of New Zealand lui vaut la médaille du Montana pour la non-fiction et le prix Booksellers Choice,. L'université d'Otago lui décerne un doctorat honorifique en sciences lors d'une cérémonie de remise des diplômes à Dunedin, le 4 mai 2013. 
En 2017, Eagle est sélectionnée parmi les « 150 femmes en 150 mots » de la Société royale de Nouvelle-Zélande, célébrant les contributions des femmes au savoir en Nouvelle-Zélande. 